# Ny bane Hovedgård - Hasselager
Den ny bane Hovedgård - Hasselager var en foreslået ny dansk højhastighedsjernbanestrækning i Østjylland mellem Hovedgård og Hasselager. Det indgik i det politiske forlig i 2014 om Togfonden DK mellem S-R-SF-regringen og Enhedslisten og Dansk Folkeparti at anlægge jernbanen.
Strækningen skulle supplere jernbanekapaciteten mellem Aarhus og Horsens og mindske baneafstanden mellem de to byer med ca. 6 kilometer. Køretiden forventedes at blive reduceret med ca. 6 minutter, hvilket var nødvendigt for at realisere Timemodellen hvor målet var at det skulle tage en time at køre tog mellem Aarhus og Odense.
I 2023 var der ikke længere politik flertal for projektet.

## Linjeføring
Der var tre forslag til den nordlige del af linjeføringen og to forslag til den sydlige del af linjeføringen.

### Nordlig linjeføring
De tre muligheder for linjeføring på den nordlige del af strækningen var:
1. Vestlig linjeføring: Banen føres vest om Solbjerg. men på en lavbro over Stilling-Solbjerg Sø.
2. Central linjeføring: Banen føres gennem Solbjerg, hvor det vil være muligt at anlægge en station.
3. Østlig linjeføring: Banen føres øst om Solbjerg.

### Sydlig linjeføring
Mulighederne for linjeføringen mod syd var:
1. Hovedforslag: Banen føres gennem Hovedskov, øst for Grumstrup og mellem Vedslet og Assendrup.
2. Sydøstligt alternativ: Banen føres øst om Hovedskov og Vedslet. Dette alternativ er foreslået af Horsens Kommune

## Priser
Anlægsomkostninger forventedes at være 3,5 milliarder kr. i 2017-priser ved østlig linjeføring og hovedforslaget mod syd. Ved vestlig eller central linjeføring forventedes ca. 10. % mere. Det sydøstlige alternativ ville give en merpris på 50-100 millioner kr.

## Længde og rejsetider
Den centrale linjeføring ville med 23,4 km være den korteste og hurtigste. Den vestlige linjeføring var 23,6 km og med 8 sekunders længere rejsetid. Den østlige linjeføring var 24,7 km og med 20 sekunders længere rejsetid. Det sydøstlige alternativ ville forøge længden med 0,2 km, men med uændret rejsetid.

## Solbjerg Station
Med den centrale linjeføring kunne der anlægges en station i Solbjerg. En evt. station ville blive centralt placeret parallelt med Gammel Horsensvej. Der ville være 2 perroner med en bredde på 5 m og en længde på 240 m med mulighed for at forlænge til 320 m. Der ville blive perrontunneler under jernbanen i begge ender af stationen med trapper til perronerne, og også elevator fra en af tunnelerne.
Rejsetiden fra en evt. Solbjerg Station forventes at blive 11 minutter til Aarhus H og 12 minutter til Horsens.

## Dimensionering
Banen ville blive tosporet, elektificeret og bygget for en hastighed på op til 250 km/t. Afstanden mellemsporene vil blive mindst 4,5 m, og sporanlægget vil blive ca. 13,4 m bredt i alt. Det ville blive 8 m høje køreledningsmaster på begge sider med en afstand på op til 90 m.

## Modtagelse
Et flertal i Aarhus byråd med S, SF, R, EL og Alternativet anbefalede den centrale linjeføring, mens de borgerlige partier var imod den nye jernbanestrækning.